# CasaPound Italia

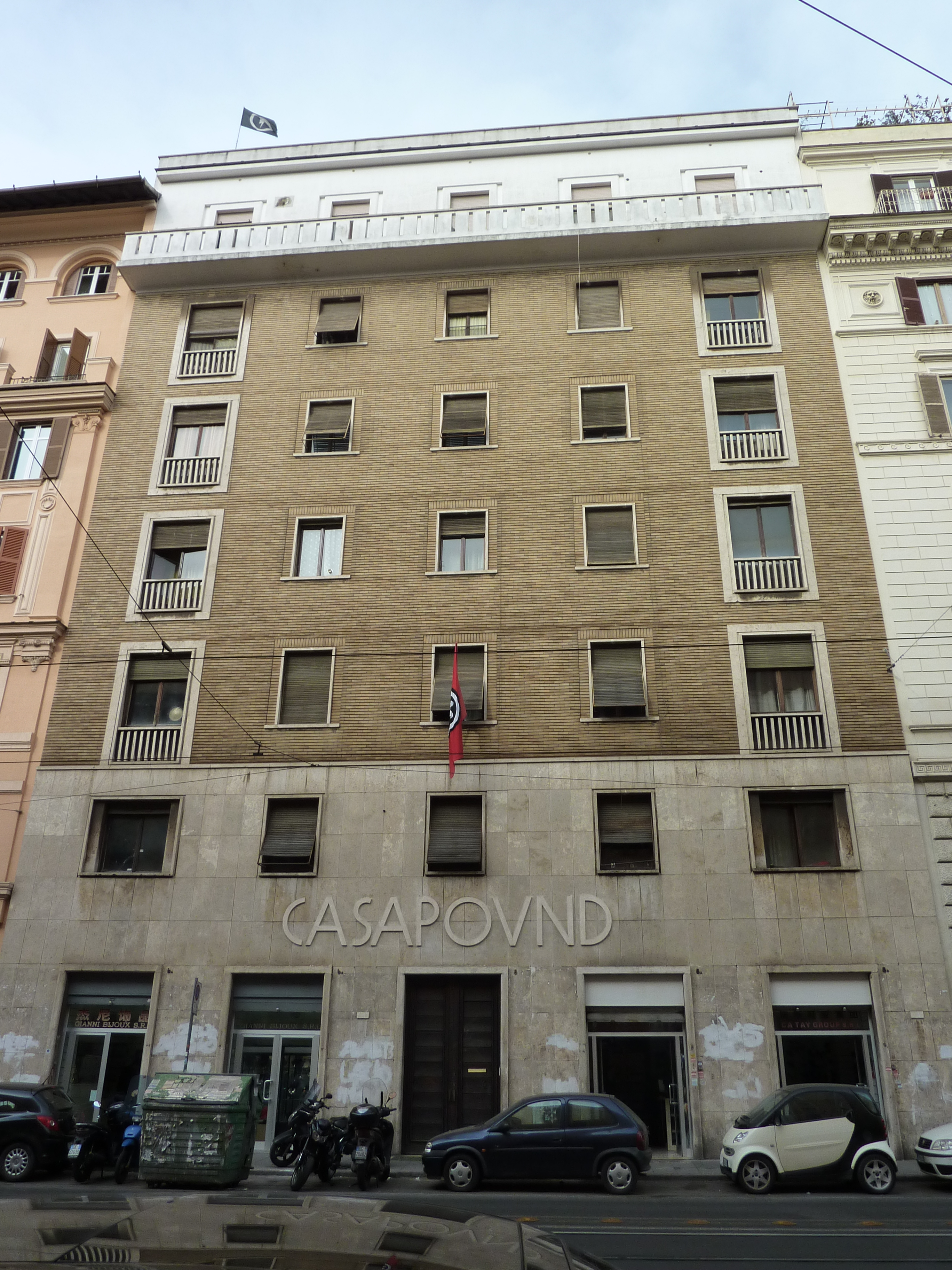
Fassade der CasaPound (2010), mit dem Schriftzug in Marmorlettern, der 2019 entfernt werden musste

CasaPound Italia (kurz CPI) ist eine neofaschistische Bewegung und ehemalige Partei in Rom, die sich als nationalistisch und sozial versteht. Sie hat seit 2003 ihr Hauptquartier in einem besetzten Gebäude im XV. Rione. Der Name bezieht sich auf den amerikanischen Schriftsteller Ezra Pound, einen Anhänger Mussolinis. Die Bewegung hat nach eigenen Angaben derzeit ca. 20.000 Mitglieder (2017), die sich „Faschisten des dritten Millenniums“ nennen. CasaPound pflegt enge Kontakte zur rechtsextremen Szene in Europa und hat für viele Aktivisten Vorbildcharakter. Am 26. Juni 2019 gab der Parteivorsitzende Gianluca Iannone bekannt, dass sich die CasaPound in Form einer politischen Partei auflöst und zu ihrem ursprünglichen Status als soziale Bewegung zurückkehrt.

## Geschichte
Die Ursprünge von CasaPound reichen in das Jahr 2003 zurück, als nach Angaben der Bewegung ein leerstehendes Gebäude im römischen Migrantenquartier Esquilino in der Nähe des Bahnhofs Roma Termini wegen der hohen Mieten, wie es hieß, besetzt wurde. An der Aktion waren Personen der Gruppierungen Movimento Politico Occidentale, Meridiano Zero und Fiamma Tricolore beteiligt, allesamt Vertreter der äußersten Rechten in Italien. Man benannte das sechsstöckige Mietshaus in der Via Napoleone III nach dem antisemitischen, antiamerikanischen und rassistischen Dichter Ezra Pound, einem Anhänger Mussolinis. Das Gebäude ist heute innen geprägt von faschistischen Parolen und Bildern. Außerdem leben mehrere Familien dort. Damals an der Aktion beteiligt war auch der derzeit amtierende Präsident der CasaPound, Gianluca Iannone. Er war zuvor als neofaschistischer Aktivist und Skinhead aktiv. Seine Intention war es, den durch radikale Linke besetzten Centri Sociali etwas entgegenzusetzen. Anleihen nahm er auch bei der globalisierungskritischen Bewegung Disobbedienti.
Nachdem CasaPound von der Partei Fiamma Tricolore ausgeschlossen wurde, was auf interne Streitigkeiten zurückzuführen war, baute sie ihre eigenen Strukturen auf. Dazu wurden ab 2004/05 weitere Räumlichkeiten in der Hauptstadt besetzt, darunter auch Lokalitäten und Buchhandlungen (angeboten werden u. a. faschistische, geschichtsrevisionistische, NS-verherrlichende Schriften), wie 2008 den außer Dienst gestellten Bahnhaltepunkt Olimpico-Farnesina. In der Folge dehnte CasaPound seinen Wirkbereich auf andere Städte Italiens bis nach Sizilien aus. Gegenwärtig hat sie 13 regionale Organisationen an ca. 50 Standorten des Landes. 2006 wurde eine Schüler- und Studentenorganisation namens Blocco Studentesco gegründet, die ebenfalls überregional agiert. CasaPound formierte eigene Print- und Rundfunkformate und ist mittlerweile stark in den Sozialen Netzwerken vertreten. 2012 demonstrierten in Rom ca. 6.000 Anhänger der CasaPound gegen Banken und Regierung.
2012 erhielt sie den Status einer Partei. An den Parlamentswahlen in Italien 2013 nahm CasaPound Italia mit Simone di Stefano als Spitzenkandidat teil. Obwohl CasaPound durchaus kommunalpolitisch Mandatsträger aufweisen kann – man trat 2010 auf offenen Listen der Il Popolo della Libertà (PDL) von Silvio Berlusconi an –, ist es ihr bisher nicht gelungen, landesweit Fuß zu fassen. Die besten Ergebnisse erreichte sie in Latium (0,79 Prozent) und in Bozen (1,7 Prozent). Kommunalpolitisch kam sie im selben Jahr auf lediglich 0,61 Prozent und blieb damit hinter den selbstgesteckten Erwartungen zurück. Sie wurde im rechtsextremen Milieu von der Fratelli d’Italia – Alleanza Nazionale und La Destra auf die Plätze verwiesen. Bei den Parlamentswahlen in Italien 2018 erreichte CasaPound 0,95 % der Stimmen, bei der Landtagswahl in Südtirol 2018 0,9 %.
CasaPound hat mittlerweile den Status der Gemeinnützigkeit und kann sich so über Spenden finanzieren. Nach eigenen Angaben sind heute (2017) über 20.000 Personen Mitglied bei CasaPound. Nach Informationen des Historikers Volker Weiß wird das Zentrum „von der Stadtverwaltung geduldet und der römischen Polizei im Zweifelsfall beschützt.“

## Kulturkampf

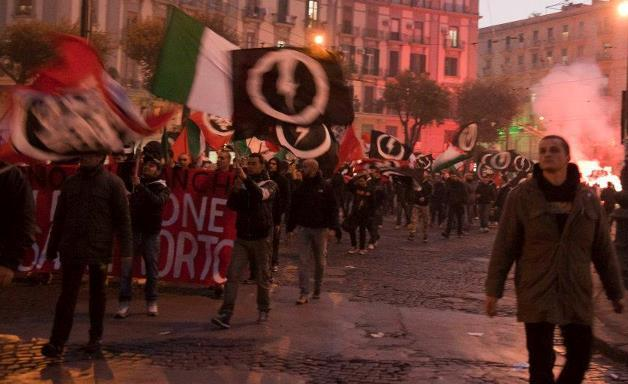
Demonstration der Bewegung CasaPound in Neapel (2012)

Vertreter der CasaPound bezeichnen sich in Abgrenzung zur etablierten Rechten selbst als „Faschisten des dritten Jahrtausends“. Alte Versatzstücke werden modelliert und neu gestaltet. Man versucht den Faschismus als Lebensstil anzupreisen und besetzt dabei bewusst auch eher linke Themen. Es wird eine Art „Kulturkampf von Rechts“ betrieben. Dabei orientiert sich die Bewegung an der französischen Nouvelle Droite. Bekämpft werden die Werte der Moderne, die auf die Französische Revolution zurückgehen.
Als Signe wählte sie eine stilisierte schwarz-weiße Schildkröte („Tartaruga“) mit einem achteckigen Panzer. Ein Buch des neofaschistischen Theoretikers Gabriele Adinolfi, ehemals Rechtsterrorist, sollte als Vorlage dienen. CasaPound gibt für das Oktogon aus Öffentlichkeitsgründen verschiedene Interpretationsansätze an. Koch bewertet dies als „Segeln unter einer falschen Flagge“.
CasaPound erinnert in seinem Auftreten einerseits an das Imperium Romanum und das Mussolini-Stadtviertel Esposizione Universale di Roma. Man verwerte den einst avantgardistischen Futurismus der ersten Hälfte des 20. Jahrhunderts, dessen Begründer F. T. Marinetti ein Weggefährte Mussolinis war. Der „Turbodynamismus“ der Bewegung – eine Art Synthese von Politik und ästhetischer Gewalt – spare allerdings die „reflexiven Momente“ aus und beschränke sich „auf eine habituelle Kopie“, so Weiß.
Andererseits versucht man den Symbolwert der 68er-Bewegung zu vereinnahmen. CasaPound instrumentalisiert Namen und Bilder von Persönlichkeiten aus dem Kultur- und Politikbereich wie Jack Kerouac, Giuseppe Impastato, Rino Gaetano, Carmelo Bene, Bobby Sands, Che Guevara, Edén Pastora Gómez und Subcomandante Marcos. Ferner nimmt die Bewegung Anleihen aus der Popkultur (Comics, Romane, Filme, Anime usw.). Dort gehe es oft um „Kämpfer, die außerhalb des Gesetzes und der bestehenden Moral stehen“. Sehr beliebt sind bestimmte Filme wie zum Beispiel Sie leben von John Carpenter, 300 von Zack Snyder und Fight Club von David Fincher. Nicht zuletzt benutzt man alternative Jugendkultur (Hip-Hop, Streetart u. a.) für die eigenen Zwecke. Es finden gar eigene Wettbewerbe statt. Auf dem Weblog Zentropa, das zum Netzwerk von CasaPound gehört, werden einschlägige – in rechtsextremen Kreisen verbreitete – Marken wie Thor Steinar und Erik and Sons beworben.
Größere Bedeutung im Musikbereich hat der italienische Rechtsrock. Als offizielle Band von CasaPound fungiert ZetaZeroAlfa, dessen Sänger der Präsident Iannone ist.

## Ideologie
CasaPound behauptet die links-rechts Dichotomie des politischen Systems durch eine Neuinterpretation des Faschismus überwinden zu wollen. Die Gruppe selbst verortet sich als ‚extrem-obere Mitte‘, auch als die faschistische Dritte Position bekannt.
Wirtschaftspolitisch kritisiert die Bewegung sowohl den Kapitalismus, als auch den Marxismus. Sozial- und innenpolitisch positioniert sich CasaPound klar gegen Immigration, ist aber in anderen Teilbereichen sehr heterogen. Während einige Mitglieder konservative Werte vertreten und die traditionelle Familienidee unterstützen, äußerte sich die Bewegung positiv zu gleichgeschlechtlichen Lebenspartnerschaften, und sprach sich als Partei für Abtreibungsrechte aus. Im Internet äußerten sich Mitglieder von CasaPound antisemitisch und fremdenfeindlich, wovon sich CasaPound offiziell distanzierte.
CasaPound ist EU-kritisch und unterstützt die Idee eines kommunitär-nationalistischen Europa. Ursprünglich war die Gruppe antiamerikanisch, antizionistisch, und arbeitete ab 2015 mit der libanesischen islamistischen Hisbollah Partei zusammen. In den darauffolgenden Jahren vertrat Di Stefano, der damalige Vorsitzende von CasaPound, eine israelfreundliche Position und äußerte sich positiv zur israelischen Migrationspolitik. Nach seiner Ablösung als Vorsitzender nahm CasaPound wieder eine stark pro-palästinensische Position ein.
Ursprünglich war die Bewegung russlandfreundlich eingestellt, begann aber nach dem russischen Angriffskrieg auf die Ukraine die Ukraine zu unterstützen.

## Blocco Studentesco

Logo des Blocco Studentesco

Um Interessenten leichter an die faschistische Ideologie heranführen zu können, gründete CasaPound 2006 eine Schüler- und Studentenorganisation, den Blocco Studentesco. Dieser nimmt auch an entsprechenden Wahlen teil, so zog er 2009 erfolgreich mit 100 Vertretern in die Schülerparlamente ein. Sein Logo zeigt einen weißen Blitz mit Kreis auf schwarzem Grund; es orientiert sich an der Fahne der British Union of Fascists von Oswald Mosley aus den 1930er Jahren.
Demonstrationen und Umzüge sind eine gängige Aktionsform unter den Heranwachsenden der Bewegung. Es werden Veranstaltungen wie Flashmobs, Hard Bass und Happenings organisiert, die dann über Youtube und andere soziale Medien abrufbar gemacht werden.
Die Jugendorganisation tritt mitunter überaus aggressiv auf, so kam es 2008 auf der Piazza Navona in Rom zu einer Straßenschlacht zwischen bewaffneten Faschisten und linken Studenten. Der öffentliche Widerstand ist allerdings im Vergleich zu den europäischen Nachbarn marginal.

## Aktivitäten
CasaPound hat den Anspruch eine nationalistische und soziale Einrichtung zu sein. Insbesondere Wohnraum soll nach dem Konzept Mutuo Sociale bezahlbar bleiben. Dabei orientiert sie sich am Manifest von Verona, dem Gründungsdokument der faschistischen Italienischen Sozialrepublik der 1940er Jahre. Die Bewegung hat sich Sport-, Kultur- und Sozialangebote auf die Fahnen geschrieben. Diese Angebote orientieren sich an Mussolinis Opera Nazionale Dopolavoro (vgl. Kraft durch Freude der Nationalsozialisten) mit dem Ziel letztlich „Raum- und Deutungshoheit“ zu erlangen. So werden etwa Eishockey, Bergwanderungen und Kampfsportarten angeboten. Auch habe man gute Kontakte in die Fußballszene und beeinflusst die dortige Ultra-Bewegung. 2013 organisierte CasaPound gemeinsam mit der russischen Organisation White Rex des Rechtsextremisten Denis Nikitin ein „Nationales Kampfsportturnier“ in Rom, unter den Anwesenden waren Neonazis wie Andy Knape, Bundesvorsitzender der Jungen Nationaldemokraten, und Rechtsrockbands.
Nach dem Erdbeben von L’Aquila 2009 engagierten sich die Aktivisten in vorhandenen Freiräumen als Helfer. Bis heute leisten sie Arbeit im Zivilschutz, im medizinischen Bereich (Blutspenden, Sorgentelefon etc.) und im Umweltschutz. Gleichzeitig agitiert man unverhohlen gegen das Rote Kreuz und Gewerkschaften, denen man Tatenlosigkeit vorwirft. CasaPound gründete zur besseren Koordination eine eigene Gewerkschaft, die Blocco dei Lavoratori Unitario, die allerdings bisher relativ erfolglos blieb.
Wiederholt solidarisierte man sich mit Erich Priebke, einem ehemaligen SS-Führer und Nazi-Kriegsverbrecher, der 2013 im Hausarrest verstarb. Abgeordnete von CasaPound nehmen regelmäßig an Gedenkveranstaltungen zu Ehren Mussolinis in Predappio teil.
Für internationales Aufsehen sorgte ein Angriff von vermutlich fünf Mitgliedern von CasaPound auf den La Stampa Journalisten Andrea Joly am 20. Juli 2024 in Turin vor dem Klublokal von CasaPound als der Journalist den Eingangsbereich während einer Party der Rechtsextremisten mit seinem Handy filmte. Dabei wurde der Journalist durch Fußtritte so schwer verletzt, dass er in Krankenhaus eingeliefert werden musste. Am 21. Juli verurteilte die italienische Ministerpräsidentin Giorgia Meloni den Anschlag, während Oppositionsführer die Regierung aufforderten, neofaschistische Organisationen wie CasaPound aufzulösen. Am 22. August nahm die Staatspolizei nach Anklage der Staatsanwaltschaft wegen Nötigung und schwerer Körperverletzung vier Verdächtige mit der Begründung der Wiederholungsgefahr in Untersuchungshaft.

## Aktionsfelder
Zu den wichtigsten Aktionsfeldern des modernisierten Faschismus von CasaPound gehören u. a.:
- antikapitalistischer, nationalrevolutionärer Aktivismus gegen Wirtschaft und Staat
- Kritik am internationalen Finanzkapitalismus / Antisemitische Verschwörungstheorien
- Ausgrenzung und Übergriffe auf den politischen Gegner und Minderheiten (Juden, Roma, Ausländer und Homosexuelle)
- Bewahrung der italienischen Identität: Ethnopluralismus / Einwanderungsstopp
- reaktionäres antifeministisches Frauenbild / fundamentalistischer Katholizismus

## Wirkung
Laut Spiegel Online soll CasaPound die „ideologische Heimat“ des Attentäters Gianluca Casseri gewesen sein, der am 13. Dezember 2011 in Florenz zwei senegalesische Straßenhändler erschoss, drei weitere verletzte und anschließend auf der Flucht vor der Polizei Selbstmord beging. CasaPound distanzierte sich von dem Attentäter.
Vertreter der europäischen alten und neuen Rechten zeigten Interesse an CasaPound und der Identitären Bewegung, so Koch. Die Idee eines Bildungs- und Kulturzentrums innerhalb der rechten Bewegung wurde in Deutschland von der NPD aufgegriffen. Ebenfalls positiv aufgenommen wurde das Konzept bei den Freien Kameradschaften und den Autonomen Nationalisten, die bereits vorher mit den „National befreiten Zonen“ ähnliche Ideen entwickelten. CasaPound übt darüber hinaus auch Einfluss auf Vertreter der neuen Rechten in Deutschland aus, etwa die Zeitschriften Blaue Narzisse um Felix Menzel und die Sezession um Götz Kubitschek.
CasaPound wird in der Rubrik Rechtsextremismus des Verfassungsschutzberichts 2013 des Bundesministeriums des Innern genannt. Verschiedene Landesämter für Verfassungsschutz und das Dokumentationsarchiv des österreichischen Widerstandes (DÖW) klassifizieren die CasaPound aufgrund ihrer Kontakte ins europäische Ausland ebenfalls als rechtsextrem bzw. neofaschistisch.
Laut dem Mailänder Zeithistoriker Roberto Chiarini (2013) zählt CasaPound zu „den bekanntesten und aktivsten Gruppen“ des italienischen Faschismus im außerparlamentarischen Raum der letzten zwei Jahrzehnte. Der britische Faschismusforscher Aristotle Kallis (2014) nennt CasaPound als ein Beispiel für Splittergruppen der radikalen Rechten, die sich durch lose Organisationsstrukturen, ein radikales Anti-System-Profil und nicht selten konspirative und gewalttätige Aktionen auszeichnen.

## Internationales
Die Vorsitzenden von Casa Pound wurden in viele große europäische Hauptstädte eingeladen, um sich vorzustellen.
2011 wurde Casa Pound von der nationalsozialistisch eingestellten finnischen Widerstandsbewegung zu einem Seminar nach Helsinki eingeladen. Nach der rassistisch motivierten Schießerei in Florenz 2011 untersuchte der finnische Geheimdienst die Verbindungen zwischen der finnischen Widerstandsbewegung und CasaPound.

## Zentropa
Der Weblog Zentropa wird zum Netzwerk von CasaPound gerechnet. Er ist eher jugendlich und subkulturell gestaltet. Im Jahr 2006 veröffentlichten die Aktivisten dort ein Manifest. Koch bezeichnet Gabriele Adinolfi als „Spiritus rector“ der Seite. Es werden Inhalte zur „Konservativen Revolution“, zu verschiedenen europäischen Faschistenführern und zu neurechten Theoretikern verbreitet.